# Джинот
 Тази статия е за селото в България.  За просветния деец вижте Йордан Хаджиконстантинов – Джинот.  
Джинот е село в Югоизточна България. То се намира в община Стралджа, област Ямбол. Селото носи името на изтъкнатия български учител просветен деец и книжовник Йордан Хаджиконстантинов-Джинот.

## География
Намира се на 4 км от Бакаджиците и на 13 км от град Ямбол.
На север граничи със село Воденичане и с река Мочурица.
На юг има разклон, който води към Бакаджишкки възвишения, село Чарган, и село Търнава. В близост до селото се намира чешмата „ баба Гюла“. Водата има слабо горчив вкус-което значи, че има слабо минерален химичен състав. Чешмата се намира на път, който в миналото е бил най-прекият за град Ямбол и селата Могила и Чарган.
Съществува и друга чешма под името „Клюнкя“, която е по шосейният път на запад, който води към село Чарда. На север по пътя към село Воденичане, в ляво се намира „Дядовата Йовева чешма“.
Климатът в селото е умерен и преходно-континентален, с ясно изразени сезони. Зимата е топла и мека с достатъчно снеговалеж, който се задържа чак до пролетта. Почвите в землището на селото са канелено горски и черноземи.
На юг от селото се намират ниски възвишения известни като „Баирчето“. Източните му склонове слизат до язовира „Търнавската река“. Флората е представена от широколистна растителност-остатък от някогашните широколистни гори – дъб, цер, благун, шипка и житни треви, които са естествени пасища. Тук се среща див заек, дива котка, дива свиня, колхидски фазан и яребица, костенурка. От грабливите птици се срещат: голям мишелов, керкенез, сова, бухал, кукумявка. В местността „Корията“-която също е остатък от някогашните широколистни гори, рано напролет ще откриете находища на кокиче, минзухар, синчец.

## История
Първото местонахождение на селото е било в местността „Каяджика“ в близост до сградите на ТКЗС, новите лозя и дядовата Йовева чешма и от двете страни на каяджишката река-днес известна като кайджишкото дере. В горния край на реката се е намирала дядовата Йоргова чешма, която не е запазена. В една сушава година в началото на миналия век около оборите на ТКЗС са разкопани стари извори и са открити дървени корита на пресъхнала чешма. Там се е намирал „Юрта“ на старото село Чинкоджа. Старите турски гробища са се намирали на запад от дядовата Йовева чешма-днес местността е разорана и обработвана.
В началото на 18 век живеещите там турски семейства са напуснали селото поради поредната Руско-Турска война.
Българското село Чинкоджа е заселено в началото на 18 век в местността „Стария юрт“ от българи преселени от Старозагорско, Новозагорско и села близки до подножието на Стара планина. В руска карта на Балканския полуостров от 1829 г. е отбелязано, че в селото има 50 български къщи. Гробищата на селото са били в местността “Тикнята“ до 1893 г.хората са погребвали близките си там и на задушница са раздавали и правели помен. Първото училище в селото е построено през 1865 г.,като за градежа са били използвани даже камъните от старите вече гробища. Първия учител в селото се казва Георги Пеев Бакалов – от Ямбол, който учителствал там само 4 г. Всяка сутрин учениците са носели от къщи по един наръч дърва за огрев, и хляб за изхранването на учителя. Постепенно училището се разраства. Известни са имената на следните учители: Тодор Андреев Съртмаджиев – от Ямбол, Иван Василев-6години, Иванка Миндова, Стоян Чолаков, Белю Георгиев Попов, Иванка Хаджиандреева, Мара Панайотова-6 г, Иванка Георгиева – 8 г, Донка Ст.Канджева, Цвета Георгиева Щерева,-всички от Ямбол. Слави Йовчев и Христо Христов – от град Казанлък. Околните села за заселени доста по-късно. Воденичане-се заселва около воденицата на Хафъз Неджиб ага, Чарда около чифлика на Хасан Ефенди, Търнава – около чифлика на Галиб бей. Селото не разполагало с много обработваема земя-тя стигала за изхранване на местното население.
В местностите „Даляна“, „Юрта“, „Юрдека“, „Мандаджията“ се намирали естествени поля. Около тях до Бакаджиците, Азмака и Стара планина територията е била покрита с широколистни гори, предимно дъб, цер и благун. В периода 1828 – 1834 г. – 40 семейства от селото се преселват в Бесарабия и Добруджа в търсене на по-добър живот.
През пролетта на 1902 г. в селото по агитация идва Димитър Благоев. Първият социалист на село Чинкоджа е самият автор на тази кратка история на селото – Никола Душков – наследник на Душковия род. Образован за времето си и буден човек, видно от разказите му че се е срещал с Димитър Благоев и е станал негов последовател. Незнайно кога е преселен в София и починал там. По време на изборите в селото средно 30 – 40 гласа са били за тесните социалисти. Вторият член на социалистическата партия-тесни социалисти е бил Стойчо Марчев Чобански – убит по време на Балканската война. Известно е името на третия последовател на партията родом от село Чарда: Митьо Атанасов-Косера – който е бил застъпник и агитатор по време на местните избори в селото.

## Религии
Християнство. Църквата в селото е построена през 1934 г.

## Обществени институции
- НЧ „ИЗГРЕВ-1958 г.“ – в читалището има доста клубове
- Пенсионерски клуб „Изгрев“
- Кукерска група
- Коледарска група
- детска група за песни и танци

## Редовни събития
- Сбор на селото – всяка година на 21 септември.
- Всяка година третата седмица на януари месец се провеждат кукерски игри, село Джинот първи откриват кукерските игри в цяла Ямболска област (т. нар. Кукерландия)
- От 2012 г. насам ежегодно в селото между 1 – 8 ноември се провежда–„Празник на традициите в село Джинот“.